# Bösenbrunn
Bösenbrunn é um município da Alemanha, situado no distrito de Vogtlandkreis, no estado da Saxônia. Tem 34,21 km² de área, e sua população em 2019 foi estimada em 1.142 habitantes.